# Саут Вејверли (Пенсилванија)
Саут Вејверли (енгл. South Waverly) град је у америчкој савезној држави Пенсилванија.

## Демографија
По попису из 2010. године број становника је 1.027, што је 40 (4,1%) становника више него 2000. године.
| Група             | 2000.       | 2010.       |
| Белци             | 959 (97,2%) | 998 (97,2%) |
| Афроамериканци    | 5 (0,5%)    | 3 (0,3%)    |
| Азијати           | 9 (0,9%)    | 2 (0,2%)    |
| Хиспаноамериканци | 1 (0,1%)    | 18 (1,8%)   |
| Укупно            | 987         | 1.027       |